# Ещё одна история о Золушке
«Ещё одна история о Золушке» (англ. Another Cinderella Story) — романтическая комедия, повествующая об истории Золушки. Картина является продолжением фильма 2004 года «История Золушки». Премьера вышедшего на DVD фильма состоялась 16 сентября 2008 года.

## Сюжет
15-летняя Мэри Сантьяго — новая Золушка, которая мечтает стать великой танцовщицей. Её мачеха Доминик Блатт и две сводные сестры Бри и Бритт эксплуатируют её, как могут. Но когда в школу приходит Джои Паркер, известный певец и танцор, всё круто меняется. Скоро грядет бал в честь Святого Валентина, на который нужно приходить в масках. Подруга Мэри, Тэмми, уговаривает её пойти на бал, но безумная Доминик заставляет девушку убраться в своей спальне, что в принципе невозможно, так как там столько грязи, сколько мир не видел. Тэмми помогает подруге и они вместе идут на бал. Там Мэри танцует танго вместе с Джои Паркером, кумиром всех девчонок. Маска скрывает лицо Мэри, поэтому Джои не знает, кто она. Две сестры Мэри, Бритт и Бри, вместе с бывшей девушкой Джои, Наталией, переворачивают чашку с шоколадными шариками и Мэри падает. Джои срывает с себя маску и Мэри видит, кто он. Часы пробивают 23:45, и это значит, что она должна бежать, пока Доминик не увидела её отсутствие. Мэри роняет плеер и убегает. Джои настолько очарован Мэри, что на следующий день устраивает кастинг для девушек, ища свою незнакомку. Затем Доминик устраивает так, чтобы Мэри не попала на показ. Но Джои удаётся всё исправить.

## В главных ролях
| Актёр                   | Роль                       |
| ----------------------- | -------------------------- |
| Селена Гомес            | Мэри Сантьяго танцовщица   |
| Дрю Сили                | Джои Паркер певец, танцор  |
| Джейн Линч              | Доминик Блатт мачеха       |
| Кэтрин Изабель          | Бри Блатт сводная сестра   |
| Эмили Перкинс           | Бритт Блатт сводная сестра |
| Джессика Паркер Кеннеди | Тэмми лучшая подруга Мэри  |
| Маркус Ти Поулк         | Дастин лучший друг Джои    |
| Николь Лаплаца          | Наталия                    |
| Николь Муньос           | Мэри в 11 лет              |

## Саундтреки
- 01. Selena Gomez — Tell Me Something I Don’t Know
- 02. Drew Seeley & Selena Gomez — New Classic (Single Version)
- 03. Tiffany Giardina — Hurry Up And Save Me
- 04. Drew Seeley — Just That Girl
- 05. Selena Gomez — Bang A Dru
- 06. Marcus Paulk & Drew Seeley — 1st Class Girl
- 07. Jane Lynch — Hold 4 You
- 08. Twins — Valentine’s Dance Tango
- 09. Tiffany Giardina — No Average Angel
- 10. Small Change, Lil' JJ And Chani — Don’t Be Shy
- 11. Drew Seeley — X-Plain It To My Heart
- 12. John Paesano — Another Cinderella Story (Score Suite)